# Omloop Het Nieuwsblad 2018
La 73.ª edición de la clásica ciclista Omloop Het Nieuwsblad fue una carrera en Bélgica que se celebró el 24 de febrero de 2018 sobre un recorrido de 196,2 kilómetros con inicio en la ciudad de Gante y final en la villa de Meerbeke. La carrera dio comienzo a la temporada de clásicas de pavé.
La carrera formó parte del UCI WorldTour 2018, calendario ciclístico de máximo nivel mundial, siendo la cuarta carrera de dicho circuito.
La prueba fue ganada por el danés Michael Valgren del Astana llegando en solitario por delante del pelotón. El podio lo completaron Łukasz Wiśniowski (Team Sky) y Sep Vanmarcke (EF Education First-Drapac) ocupando la segunda y tercera posición respectivamente.

## Recorrido
La salida se encontró en la ciudad de Gante y final en la villa de Meerbeke sobre una distancia de 196,2 km. El recorrido incluyó 10 tramos llanos de pavé y 13 muros, algunos de ellos con zonas adoquinadas:
| Muros  |                |       |         |              |                     |                      |
| Número | Nombre         | Km    | Tipo    | Longitud (m) | Pendiente media (%) | Pendiente máxima (%) |
| ------ | -------------- | ----- | ------- | ------------ | ------------------- | -------------------- |
| 1      | Leberg         | 64,1  | asfalto | 700          | 6.1%                | 14%                  |
| 2      | Den Ast        | 97,8  | asfalto | 350          | 5.5%                | 11%                  |
| 3      | Katteberg      | 105,9 | asfalto | 750          | 6%                  | 11%                  |
| 4      | Leberg         | 118,3 | asfalto | 700          | 6,1%                | 14%                  |
| 5      | Kokkerelle     | 131,4 | asfalto | 700          | 6%                  | 9.5%                 |
| 6      | Wolvenberg     | 134,5 | asfalto | 800          | 6,3%                | 13%                  |
| 7      | Molenberg      | 143,5 | pavé    | 500          | 7%                  | 17%                  |
| 8      | Leberg         | 154,4 | asfalto | 700          | 6,1%                | 14%                  |
| 9      | Berendries     | 158,5 | asfalto | 900          | 7.2%                | 14%                  |
| 10     | Valkenberg     | 163,8 | asfalto | 550          | 8.2%                | 13%                  |
| 11     | Tenbosse       | 170,1 | asfalto | 455          | 6.4%                | 8.7%                 |
| 12     | Muur-Kapelmuur | 180,4 | pavé    | 1000         | 9.2%                | 20%                  |
| 13     | Bosberg        | 184,3 | pavé    | 1350         | 5%                  | 11%                  |

| Tramos de pavé |                  |       |              |
| Número         | Nombre           | Km    | Longitud (m) |
| -------------- | ---------------- | ----- | ------------ |
| 1              | Haaghoek         | 61,1  | 1700         |
| 2              | Huisepontweg     | 92,1  | 1500         |
| 3              | Lange Aststraat  | 97,8  | 450          |
| 4              | Holleweg         | 106,6 | 1500         |
| 5              | Haaghoek         | 115,3 | 1700         |
| 6              | Ruiterstraat     | 134,6 | 800          |
| 7              | Jagerij          | 137,3 | 990          |
| 8              | Haaghoek         | 151,4 | 1700         |
| 9              | Lippenhovestraat | 171   | 1300         |
| 10             | Lange Munte      | 178   | 2500         |

## Equipos participantes
Tomaron parte en la carrera 25 equipos: 17 de categoría UCI WorldTeam; 8 de categoría Profesional Continental. Formando así un pelotón de 175 ciclistas de los que acabaron 98. Los equipos participantes fueron:
| WorldTeams (17)- AG2R La Mondiale - Astana - Bahrain-Merida - BMC Racing Team - Bora-Hansgrohe - Dimension Data - EF Education First-Drapac p/b Cannondale - FDJ - Katusha-Alpecin - Lotto NL-Jumbo - Lotto Soudal - Mitchelton-Scott - Quick-Step Floors - Sky - Team Sunweb - Trek-Segafredo - UAE Team Emirates Equipos continentales profesionales (8)- Cofidis, Solutions Crédits - Fortuneo-Samsic - Roompot-Nederlandse Loterij - Sport Vlaanderen-Baloise - Vérandas Willems-Crelan - Vital Concept - Wanty-Groupe Gobert - WB-Aqua Protect-Veranclassic |
| |

## Clasificaciones finales
- Las clasificaciones finalizaron de la siguiente forma:[4]

### Clasificación general
| \| Clasificación general \| Clasificación general \| Clasificación general \| Clasificación general \| Clasificación general \| \| Ciclista \| Ciclista \| Equipo \| Tiempo \| \| \| --------------------- \| --------------------- \| -------------------------- \| --------------------- \| --------------------- \| \| 1.º \| Michael Valgren \| Astana \| 4 h 50 min 14 s \| \| \| 2.º \| Łukasz Wiśniowski \| Team Sky \| + 12 s \| \| \| 3.º \| Sep Vanmarcke \| EF Education First-Drapac \| + 12 s \| \| \| 4.º \| Jasper Stuyven \| Trek-Segafredo \| + 12 s \| \| \| 5.º \| Philippe Gilbert \| Quick-Step Floors \| + 12 s \| \| \| 6.º \| Edward Theuns \| Team Sunweb \| + 12 s \| \| \| 7.º \| Bert Van Lerberghe \| Cofidis, Solutions Crédits \| + 12 s \| \| \| 8.º \| Sonny Colbrelli \| Bahrain-Merida \| + 12 s \| \| \| 9.º \| Arnaud Démare \| FDJ \| + 12 s \| \| \| 10.º \| Marcus Burghardt \| Bora-Hansgrohe \| + 12 s \| \| \| 11.º \| Owain Doull \| Team Sky \| + 12 s \| \| \| 12.º \| Mads Würtz \| Katusha-Alpecin \| + 12 s \| \| \| 13.º \| Scott Thwaites \| Dimension Data \| + 12 s \| \| \| 14.º \| Sacha Modolo \| EF Education First-Drapac \| + 12 s \| \| \| 15.º \| Dries Van Gestel \| Sport Vlaanderen-Baloise \| + 12 s \| \| \| 16.º \| Timo Roosen \| LottoNL-Jumbo \| + 12 s \| \| \| 17.º \| Amaury Capiot \| Sport Vlaanderen-Baloise \| + 12 s \| \| \| 18.º \| Silvan Dillier \| AG2R La Mondiale \| + 12 s \| \| \| 19.º \| Amund Grøndahl Jansen \| LottoNL-Jumbo \| + 12 s \| \| \| 20.º \| Zdeněk Štybar \| Quick-Step Floors \| + 12 s \| \| |                       |                            |                 |
| |                       |                            |                 |
| Fuente: ProCyclingStats |                       |                            |                 |
| Clasificación general |                       |                            |                 |
| Ciclista | Ciclista              | Equipo                     | Tiempo          |
| 1.º | Michael Valgren       | Astana                     | 4 h 50 min 14 s |
| 2.º | Łukasz Wiśniowski     | Team Sky                   | + 12 s          |
| 3.º | Sep Vanmarcke         | EF Education First-Drapac  | + 12 s          |
| 4.º | Jasper Stuyven        | Trek-Segafredo             | + 12 s          |
| 5.º | Philippe Gilbert      | Quick-Step Floors          | + 12 s          |
| 6.º | Edward Theuns         | Team Sunweb                | + 12 s          |
| 7.º | Bert Van Lerberghe    | Cofidis, Solutions Crédits | + 12 s          |
| 8.º | Sonny Colbrelli       | Bahrain-Merida             | + 12 s          |
| 9.º | Arnaud Démare         | FDJ                        | + 12 s          |
| 10.º | Marcus Burghardt      | Bora-Hansgrohe             | + 12 s          |
| 11.º | Owain Doull           | Team Sky                   | + 12 s          |
| 12.º | Mads Würtz            | Katusha-Alpecin            | + 12 s          |
| 13.º | Scott Thwaites        | Dimension Data             | + 12 s          |
| 14.º | Sacha Modolo          | EF Education First-Drapac  | + 12 s          |
| 15.º | Dries Van Gestel      | Sport Vlaanderen-Baloise   | + 12 s          |
| 16.º | Timo Roosen           | LottoNL-Jumbo              | + 12 s          |
| 17.º | Amaury Capiot         | Sport Vlaanderen-Baloise   | + 12 s          |
| 18.º | Silvan Dillier        | AG2R La Mondiale           | + 12 s          |
| 19.º | Amund Grøndahl Jansen | LottoNL-Jumbo              | + 12 s          |
| 20.º | Zdeněk Štybar         | Quick-Step Floors          | + 12 s          |

## UCI World Ranking
La Omloop Het Nieuwsblad otorga puntos para el UCI WorldTour 2018 y el UCI World Ranking, este último para corredores de los equipos en las categorías UCI ProTeam, Profesional Continental y Equipos Continentales. Las siguientes tablas muestran el baremo de puntuación y los 10 corredores que obtuvieron más puntos:
| Posición   | 1.º | 2.º | 3.º | 4.º | 5.º | 6.º | 7.º | 8.º | 9.º | 10.º | 11.º | 12.º | 13.º | 14.º | 15.º-20.º | 21.º-30.º | 31.º-50.º | 51.º-55.º | 56.º-60.º |
| Puntuación | 300 | 250 | 215 | 175 | 120 | 115 | 95  | 75  | 60  | 50   | 40   | 35   | 30   | 25   | 20        | 12        | 5         | 2         | 1         |

| Clasificación |                    |                            |        |
| Posición      | Ciclista           | Equipo                     | Puntos |
| ------------- | ------------------ | -------------------------- | ------ |
| 1.º           | Michael Valgren    | Astana                     | 300    |
| 2.º           | Łukasz Wiśniowski  | Sky                        | 250    |
| 3.º           | Sep Vanmarcke      | EF Education First-Drapac  | 215    |
| 4.º           | Jasper Stuyven     | Trek-Segafredo             | 175    |
| 5.º           | Philippe Gilbert   | Quick-Step Floors          | 120    |
| 6.º           | Edward Theuns      | Sunweb                     | 115    |
| 7.º           | Bert Van Lerberghe | Cofidis, Solutions Crédits | 95     |
| 8.º           | Sonny Colbrelli    | Bahrain Merida             | 75     |
| 9.º           | Arnaud Démare      | FDJ                        | 60     |
| 10.º          | Marcus Burghardt   | Bora-Hansgrohe             | 50     |